# Josiah Symon
Sir Josiah Symon (ur. 27 września 1846 w Wick, zm. 29 marca 1934 w Adelaide) – australijski polityk i prawnik szkockiego pochodzenia. W latach 1904–05 pełnił urząd prokuratora generalnego Australii.

## Życiorys
Pochodził z północnej Szkocji. W wieku 20 lat wyemigrował do Australii Południowej, gdzie początkowo pracował jako asystent w kancelarii prawnej swojego brata. W 1871 sam uzyskał prawo wykonywania zawodu adwokata. W 1881 rozpoczął karierę polityczną, obejmując urząd prokuratora generalnego Australii Południowej, a kilka tygodni później uzyskując także w mandat w Izbie Zgromadzenia. W 1887 stracił miejsce w parlamencie i wrócił do praktyki prawniczej.
W 1897 został wybrany do konstytuanty opracowującej projekt ustawy zasadniczej przyszłego Związku Australijskiego. Po ukończeniu tych prac, w latach 1899-1900 był członkiem delegacji kolonii australijskich wysłanej do Londynu, aby na miejscu dopilnować, iż konstytucja zostanie zaakceptowana przez parlament brytyjski. Gdy Związek stał się faktem, wziął udział w pierwszych wyborach federalnych i uzyskał mandat w Senacie, zajmując pierwsze miejsce wśród wszystkich kandydatów w stanie Australia Południowa. W parlamencie federalnym zasiadł w ławach Partii Wolnego Handlu i natychmiast został liderem opozycji w izbie wyższej.
W 1904, gdy jego partia utworzyła gabinet George’a Reida, Symon znalazł się jego składzie jako federalny prokurator generalny. Pełnił ten urząd do roku 1905, gdy gabinet Reida upadł. Po połączeniu Partii Wolnego Handlu i Partii Protekcjonistycznej w Związkową Partię Liberalną, co miało miejsce w 1909 roku, odmówił przystąpienia do nowego ugrupowania i zasiadał w parlamencie jako senator niezrzeszony. W wyborach w 1913 roku nie zdołał uzyskać kolejnej reelekcji i znalazł się na przymusowej politycznej emeryturze. Wrócił do pracy prawnika, którą wykonywał aż do ukończenia 77 lat.
Prywatnie Symon pasjonował się literaturą, zwłaszcza twórczością Szekspira, na temat którego opublikował dwie książki. Korzystając ze swojego majątku zgromadzonego dzięki praktyce adwokackiej, stworzył liczącą ponad 10 tysięcy woluminów kolekcję cennych książek. W swoim testamencie zapisał ją Bibliotece Stanowej Australii Południowej. Dochował się dwanaściorga dzieci i licznych wnuków. Zmarł w swoim domu w Adelajdzie w 1934 roku. Został pochowany z najwyższymi honorami państwowymi. Był kawalerem Orderu św. Michała i św. Jerzego klasy Rycerz Komandor, co uprawniało go do używania tytułu Sir.